# Ringelspinner

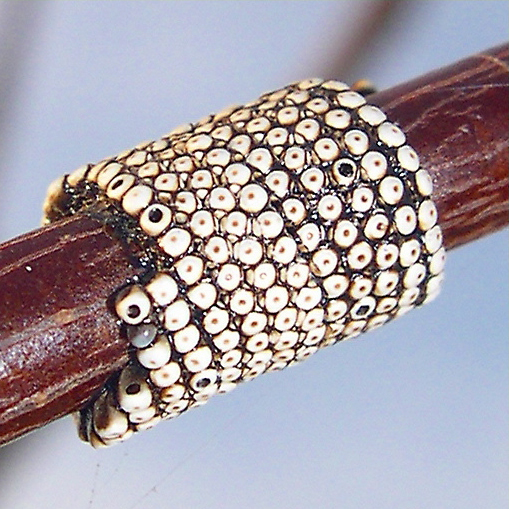
Eispiegel

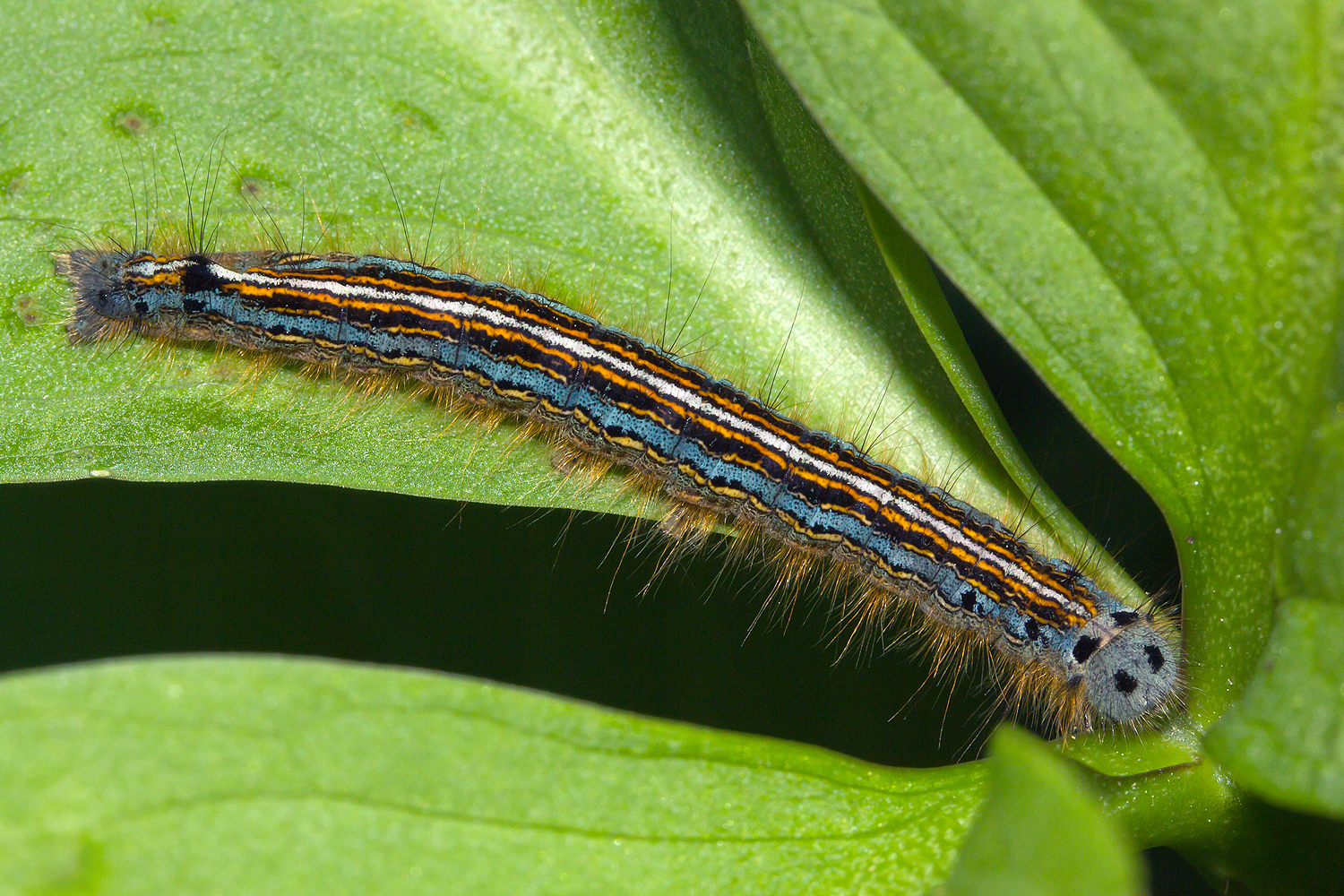
Ringelspinnerraupe

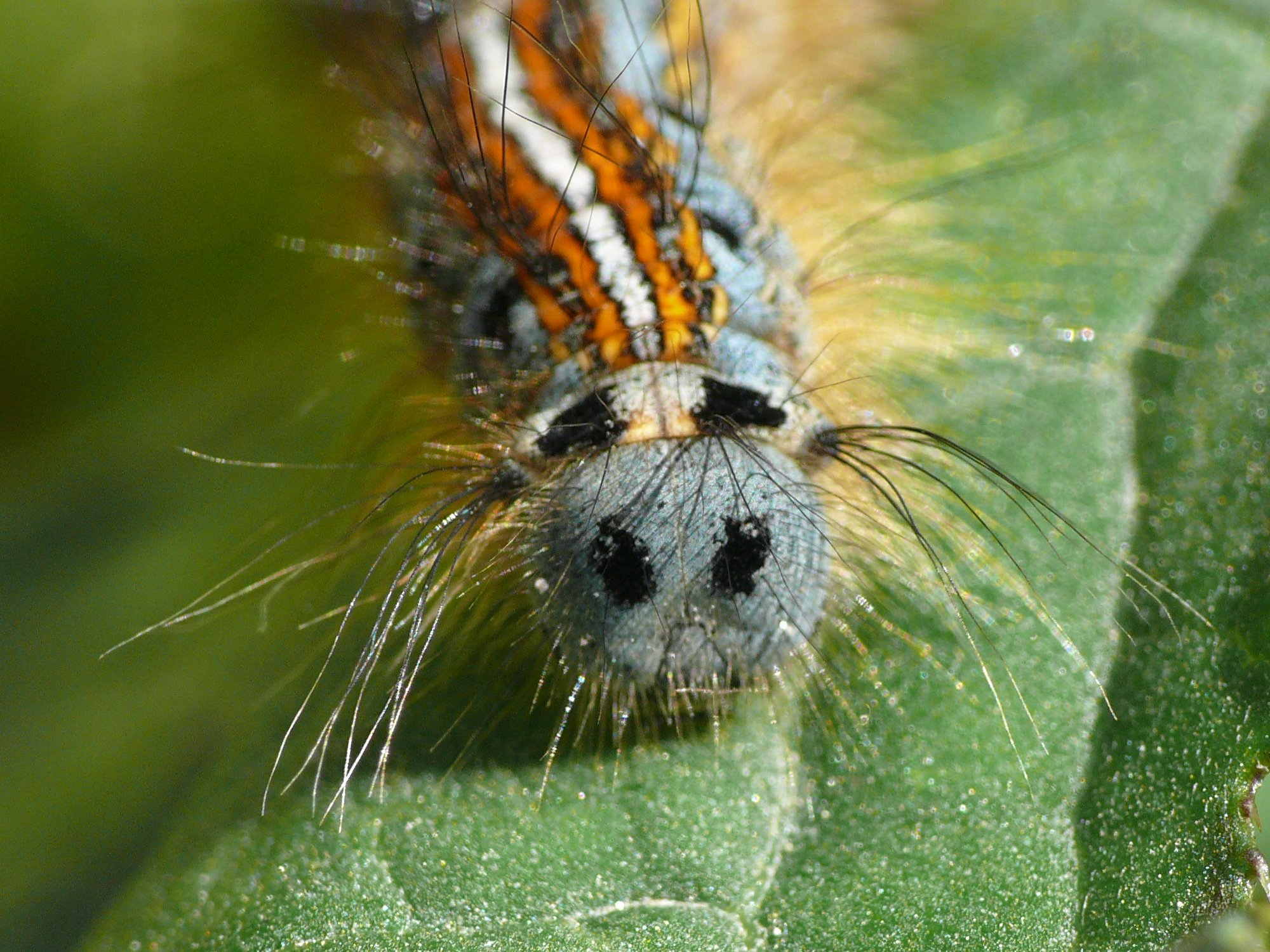
Raupenkopf des Ringelspinners mit Scheinaugen

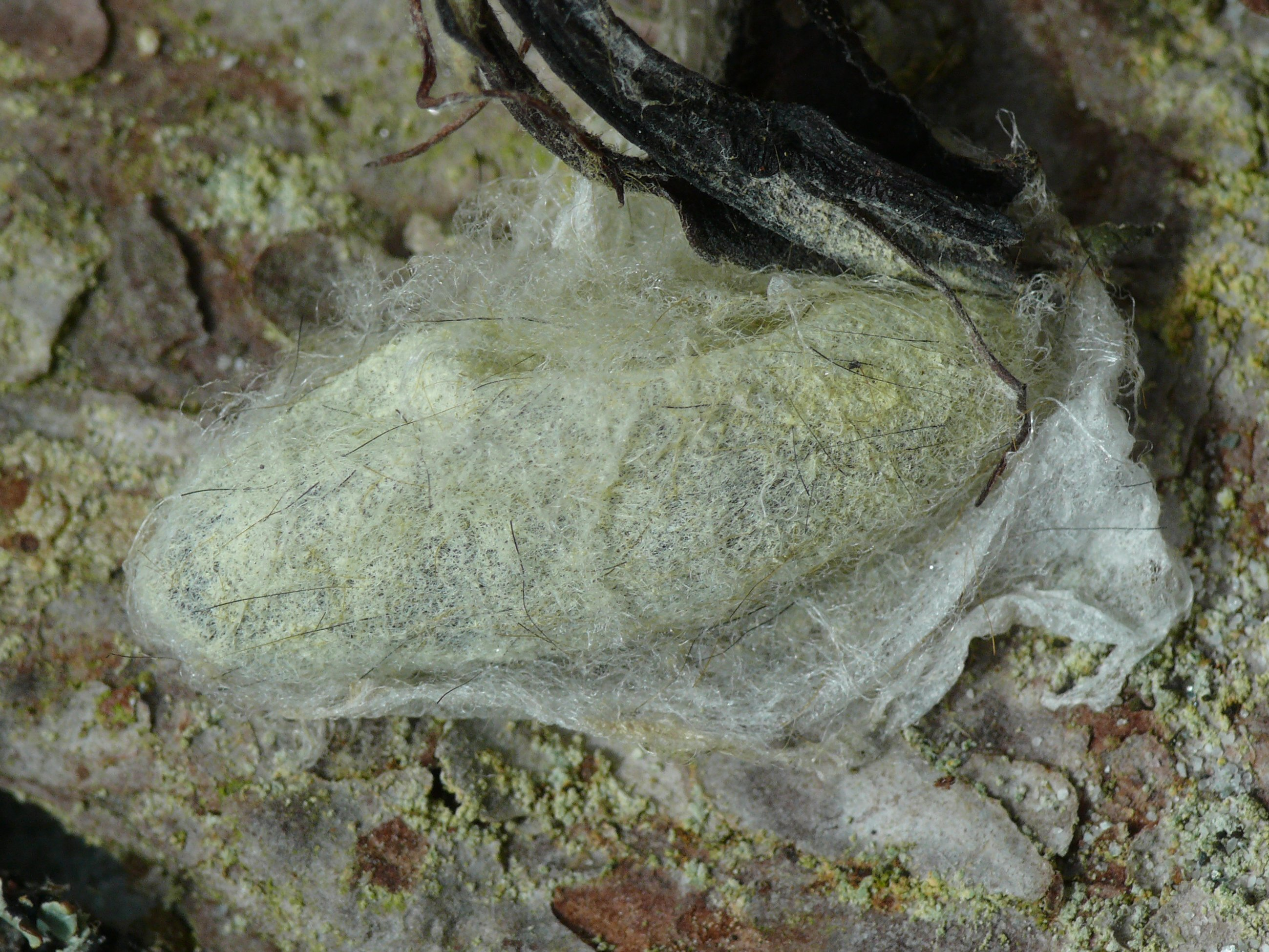
Puppenkokon des Ringelspinners

Der Ringelspinner (Malacosoma neustria) ist ein Schmetterling (Nachtfalter) aus der Familie der Glucken (Lasiocampidae).

## Merkmale
Die Falter erreichen eine Flügelspannweite von 25 bis 40 Millimetern. Die Flügelgrundfarbe variiert zwischen hellgelb, braun, rotbraun und graubraun. Auf den Vorderflügeln der Männchen befinden sich zwei Querlinien, die bei hellen Exemplaren bräunlich und bei dunkleren Vertretern weißlich sind. Sie trennen in etwa die Flügeldrittel. Bei den Weibchen, die deutlich größer als die Männchen werden, ist der Bereich zwischen den Querbinden dunkler gefärbt. Die Fühler der Männchen sind im Gegensatz zu den fadenförmigen der Weibchen stark gekämmt.
Die Raupen werden ca. 60 Millimeter lang und sind auffallend bunt gefärbt. Sie haben eine leuchtend blaugraue Grundfärbung neben der eine helle Rückenlinie und daneben orange, dunkle und gelbe Längsstreifen zu erkennen sind. Ihr Kopf ist blaugrau, trägt aber zwei schwarze Flecken, die wie Augen aussehen. Sie haben, besonders auf den Seiten lange, helle, weiche Haare. Auf dem 12. Segment tragen sie einen Buckel.

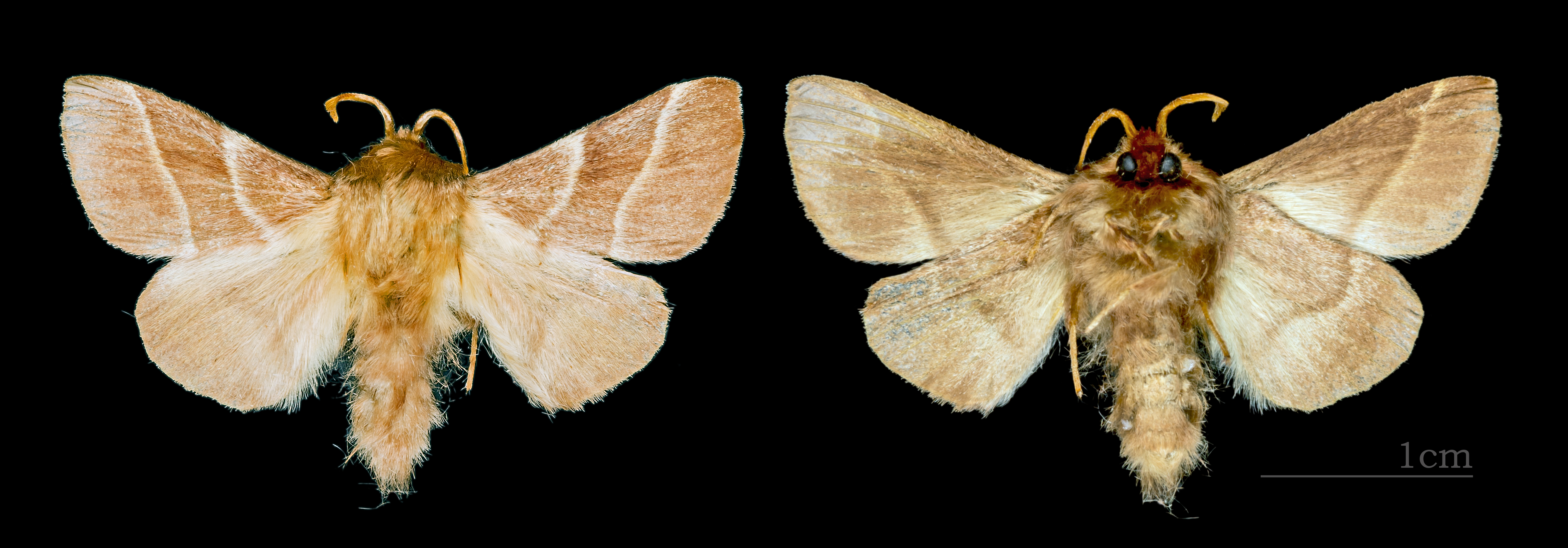
♂
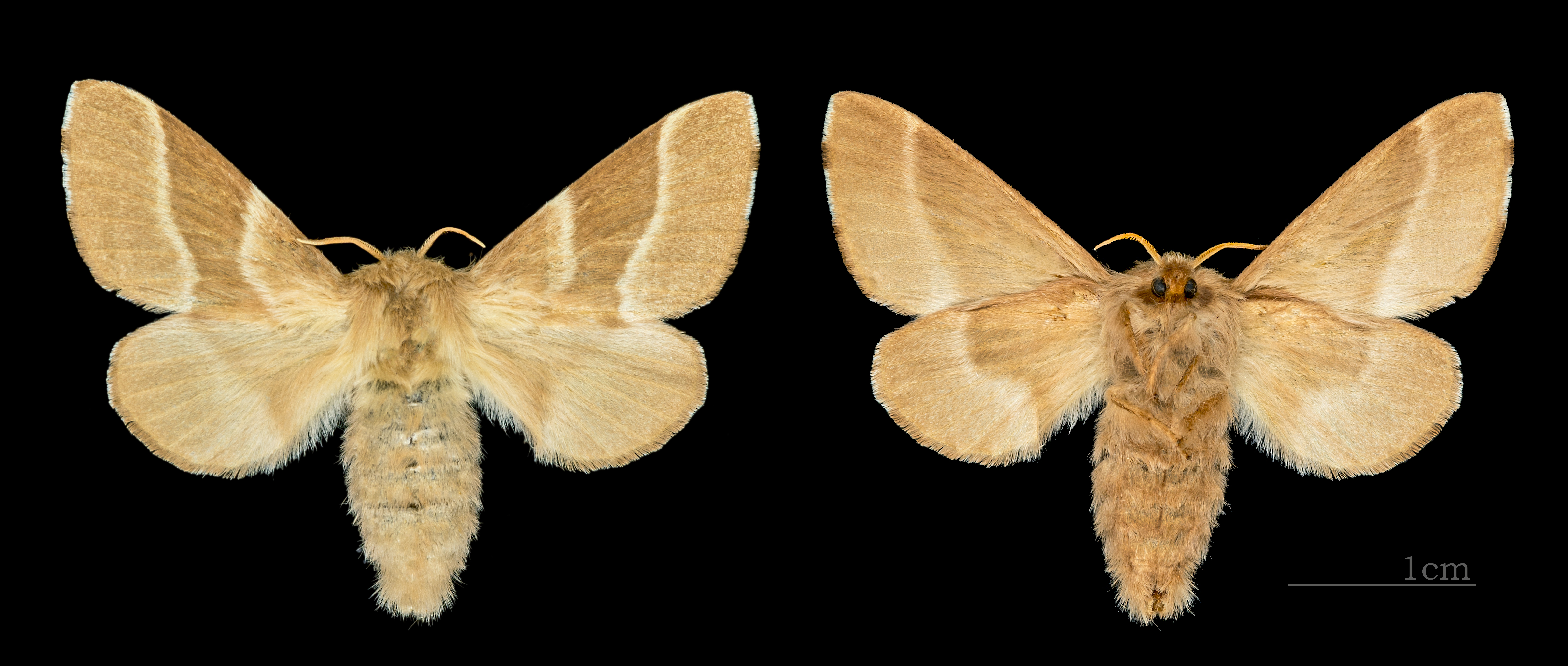
♀

### Ähnliche Arten
- Wolfsmilch-Ringelspinner (Malacosoma castrensis) (Linnaeus, 1758)

## Vorkommen
Die Tiere kommen in ganz Europa außer im hohen Norden, östlich bis zum Schwarzen Meer vor. Sie leben in lichten Wäldern und Hecken aber auch auf Streuobstwiesen und Parks. Sie sind fast überall selten geworden. Die im 19. Jahrhundert in vielen Teilen Mitteleuropas noch lokal schädliche Art ist aus heutiger Sicht ein empfindlicher Bioindikator für naturnahe Obstgärten, Streuobstwiesen etc.

## Lebensweise

### Flug- und Raupenzeiten
Die Falter fliegen von Ende Juni bis Mitte August, die Raupen findet man von Mai bis Juni.

### Nahrung der Raupen
Die Raupen ernähren sich besonders von Schlehdorn (Prunus spinosa), aber auch von zahlreichen anderen Laubbäumen und -sträuchern, wie z. B. von Salweide (Salix caprea), Hainbuche (Carpinus betulus), Stieleiche (Quercus robur), Birne (Pyrus communis), Apfel (Malus domestica) und Eingriffeligem Weißdorn (Crataegus monogyna). Früher waren die Raupen gefürchtete Schädlinge und konnten durch Massenvermehrung an Obstbäumen Schäden anrichten, mittlerweile treten durch die gesunkenen Populationszahlen keine Schäden mehr auf.

## Entwicklung
Die Weibchen legen im Sommer ihre harten und mit hartem Kitt verklebten Eier in ringförmig angeordneten ca. einen Zentimeter breiten Gelegen um dünne Zweige. Aus den Eiern schlüpfen erst im nächsten Frühling längsgestreifte, fast nackte Raupen, die bei schönem Wetter die Blätter und Blüten abfressen. Sie leben gesellig in Gespinsten, in die sie sich zum Häuten und auch in Fresspausen zurückziehen. Nach der letzten Häutung leben sie solitär und verpuppen sich im Juni in einem weißen Kokon zwischen Blättern, der zitronengelb bepudert ist.